# Canthium inerme
Canthium inerme là một loài thực vật có hoa trong họ Thiến thảo. Loài này được (L.f.) Kuntze mô tả khoa học đầu tiên năm 1898.

## Hình ảnh

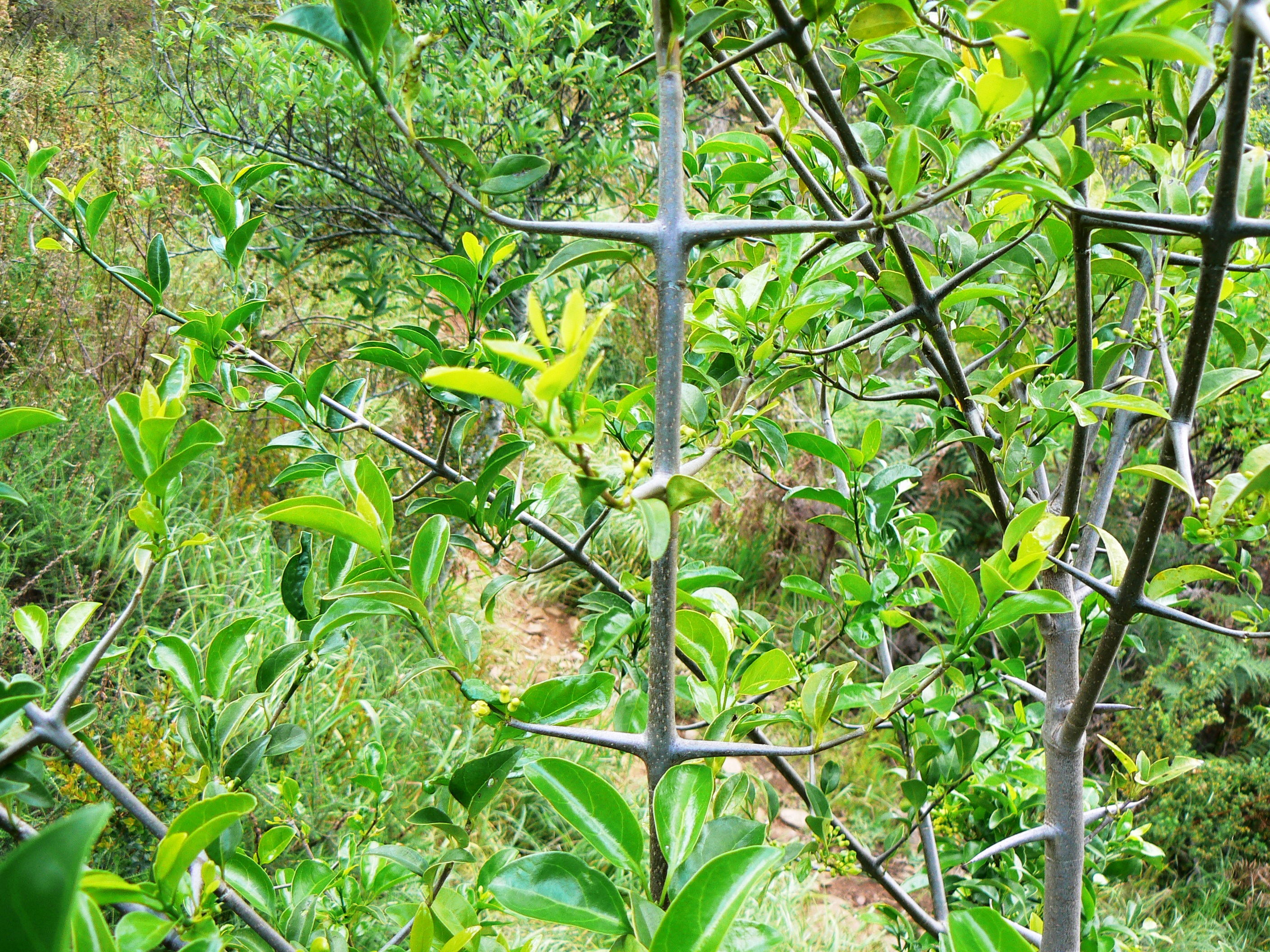
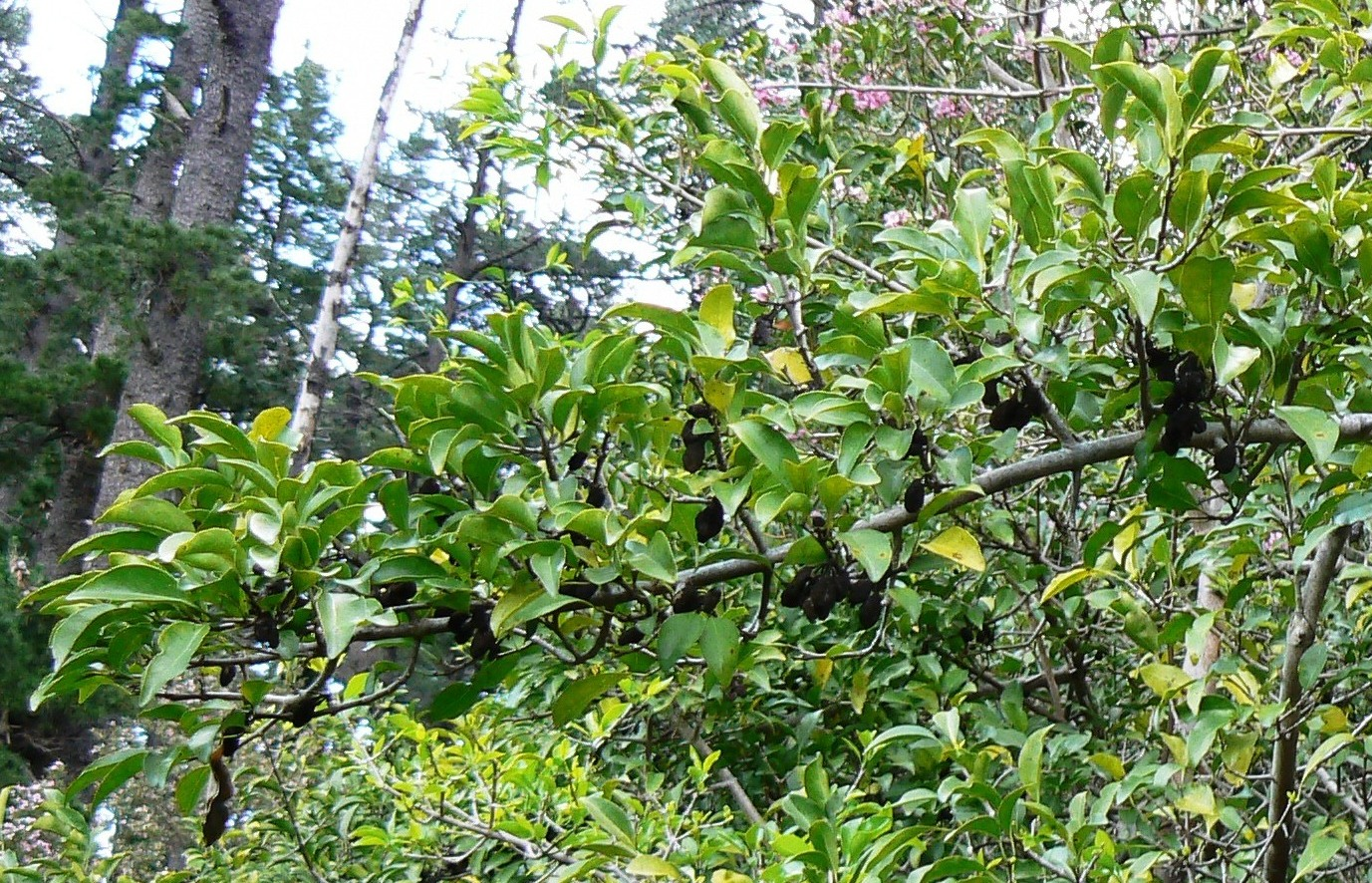
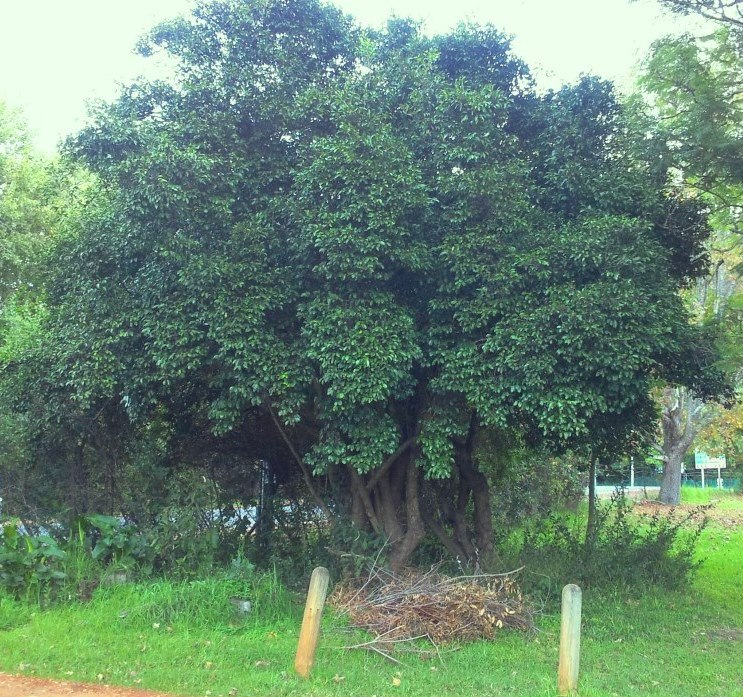
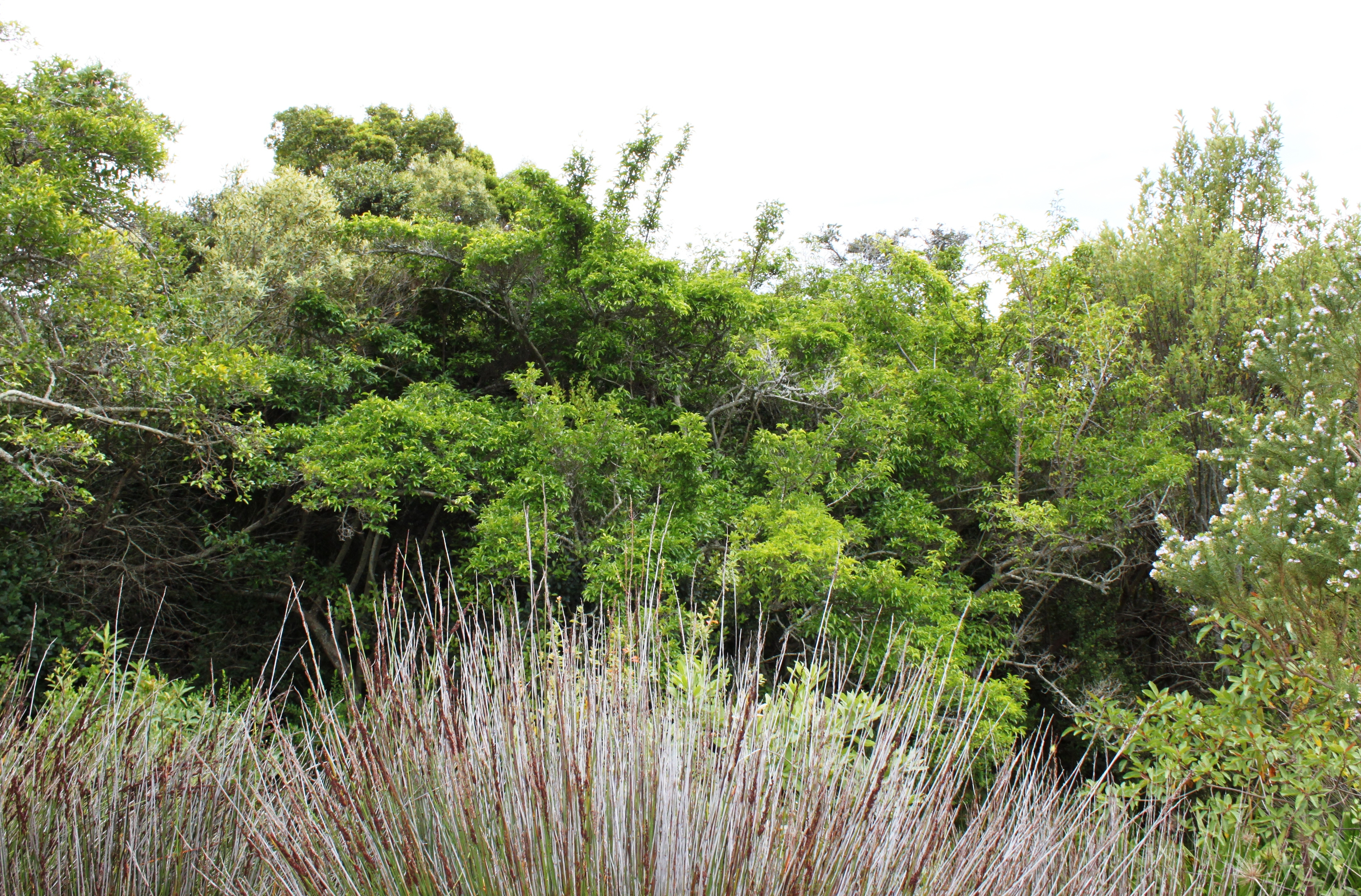